# Novos
Novos (em latim: Novi) ou Castro Novo (em latim: Castrum Novum) foi um assentamento romano da província da Dalmácia Superior, no atual Montenegro, que corresponde à cidade de Herceg Novi.[carece de fontes?] É também uma sé titular da Igreja Católica representando a extinta diocese que ali existia, sufragânea de Diocleia, na Dóclea.